# Tubicen
Il tubicen (pl. latino tubicines) era un soldato dell'esercito romano che si occupava di suonare lo strumento a fiato della tuba (simile ad una tromba moderna). Il suo compito era simile a quello degli altri suonatori dell'esercito romano: impartire gli ordini degli ufficiali attraverso il suono. Faceva parte della categoria dei principales, insieme a cornicines e bucinatores, ovvero di quei sotto-ufficiali appartenenti al gruppo dei sesquiplicariui.

## Strumento
Lo strumento che il miles suonava ebbe quasi certamente origini etrusche, come ci racconta Virgilio, ispirata a sua volta ad uno strumento dell'antica Grecia, il salpinx. Era un tubo sottile, solitamente di bronzo lungo oltre un metro, con una parte finale che si apriva ad imbuto. Il suono sembra che fosse terribile, sebbene nel pieno della battaglia poteva capitare di non essere udito, come accadde a Cesare nella battaglia di Gergovia (52 a.C.).

## Uso
Flavio Vegezio Renato sostiene che la tuba fosse usata soprattutto in caso di avanzata o di ritirata. E se il cornu era usato per i signiferi, la tuba lo era per tutti i soldati. Un esempio ci viene da Flavio Giuseppe, il quale sostiene vi fossero tre segnali specifici quando si smontava l'accampamento e l'esercito si metteva in marcia.

## Truppa
Secondo Gaio Sallustio Crispo i suonatori di tuba erano probabilmente uno per coorte, anche se non possiamo escludere fossero in numero superiore (uno per manipolo, quindi 3 per coorte). A capo di questi suonatori sembra poi vi fosse un tubicen princeps. Avevano una paga di una volta e mezzo (sesquiplicarius) rispetto ai normali miles-legionari. Erano inquadrati sia nelle legioni romane, sia nelle unità ausiliarie, sia nella guardia pretoriana e tra gli equites singulares.